# Criostato

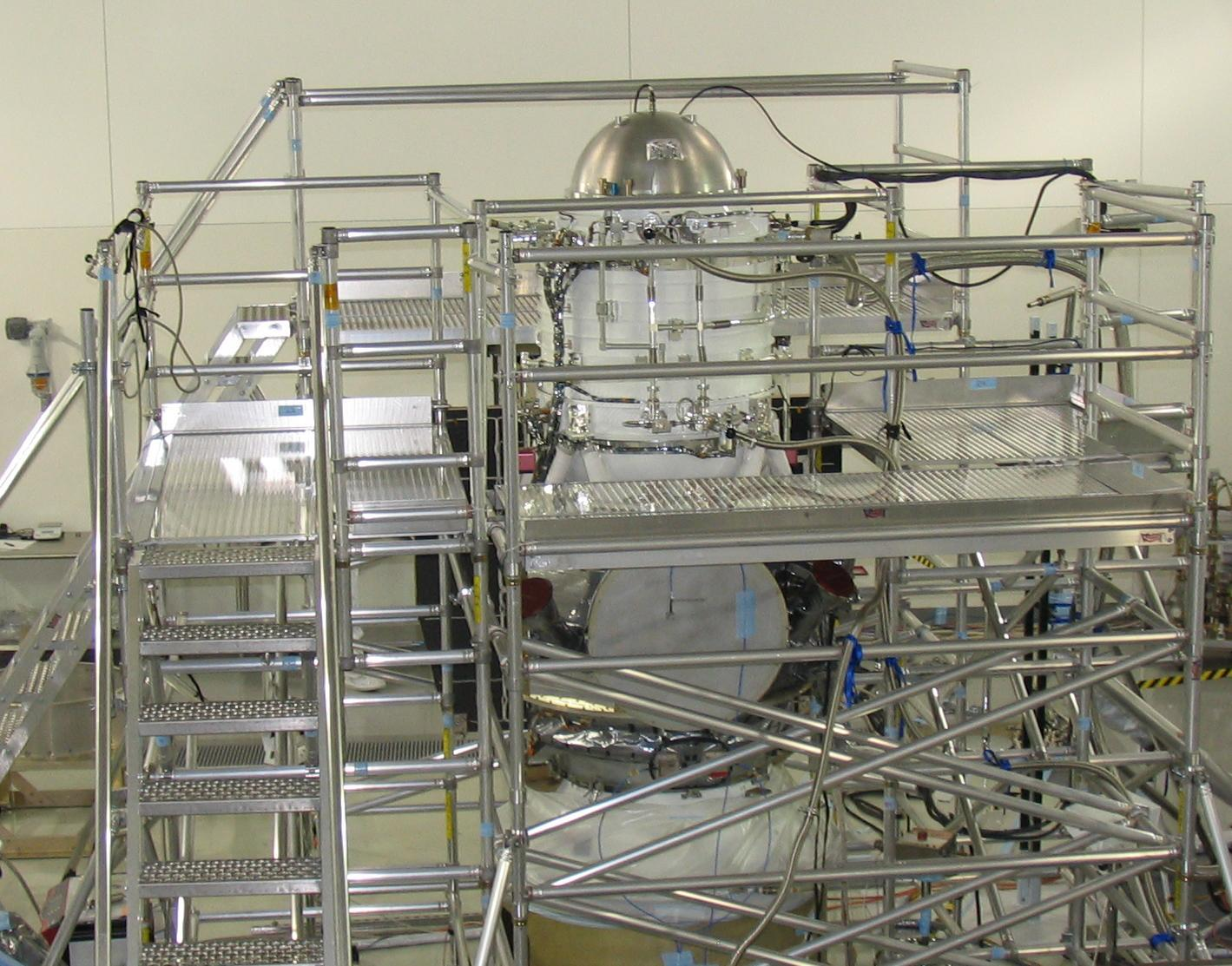
El instrumento infrarrojo WISE de la NASA se mantiene frío mediante un criostato. El criostato se puede ver en la parte superior de la nave espacial.

Un criostato (de crio que significa frío y stat que significa estable) es un dispositivo que se utiliza para mantener bajas temperaturas criogénicas de muestras o dispositivos montados dentro del criostato. Las bajas temperaturas se pueden mantener dentro de un criostato utilizando varios métodos de refrigeración, más comúnmente usando un baño de fluido criogénico como helio líquido. Por lo tanto, generalmente se ensambla en un recipiente, de construcción similar a un matraz de vacío o Dewar. Los criostatos tienen numerosas aplicaciones dentro de la ciencia, la ingeniería y la medicina.

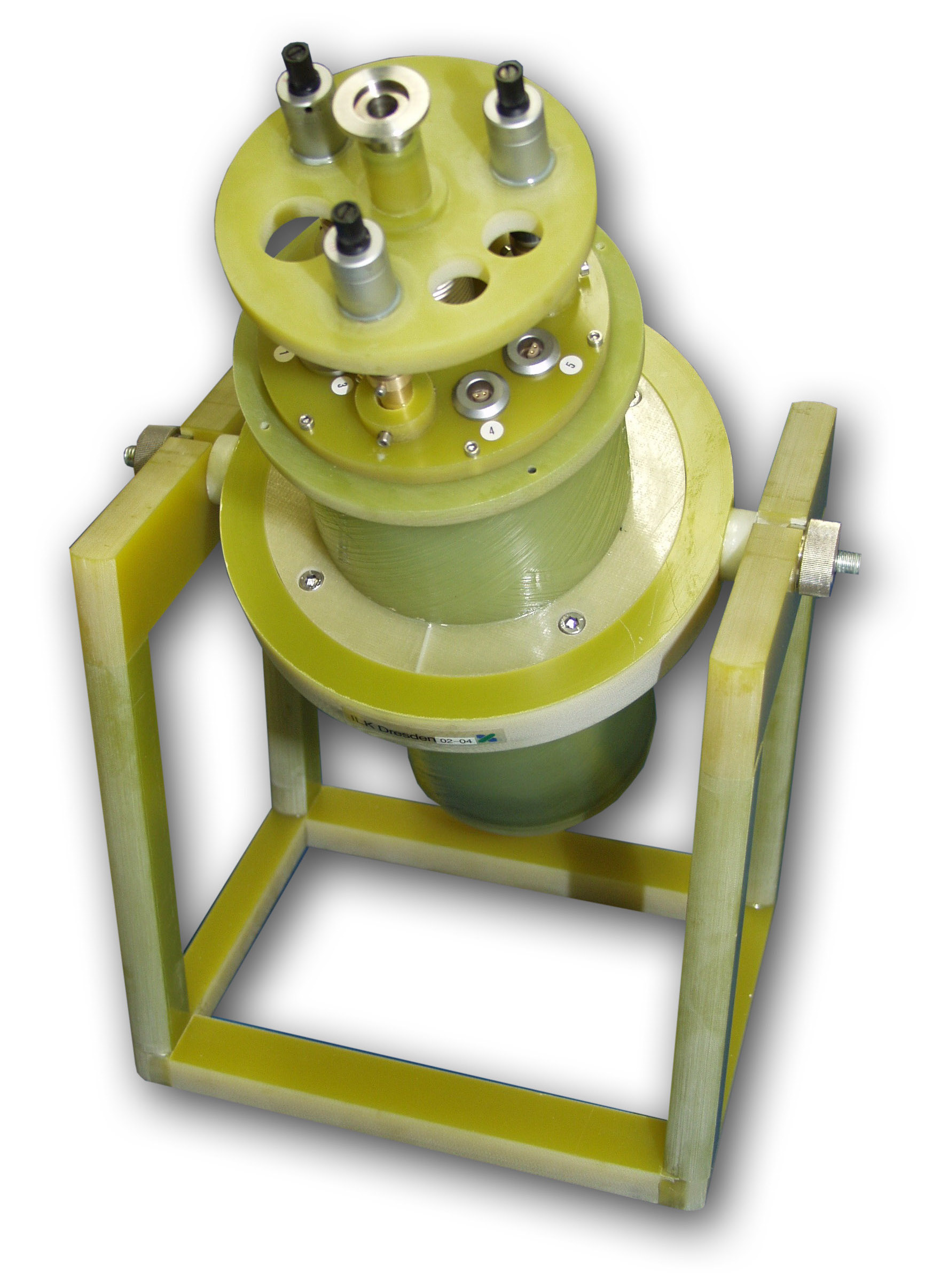
Un criostato de baño inclinable no metálico para nitrógeno líquido

## Tipos
Hay tipos diferentes de criostatos, la diferencia radica en el refrigerador criogénico que se utilice. Cuando se emplean ciclos térmicos por bombeo de gases, como el gas de helio, se llaman criostatos de ciclo cerrado. En cambio si se emplean fluidos criogénicos del tipo Helio líquido o nitrógeno líquido se les llama de ciclo abierto o flujo continuo, también existen los criostatos de baño y los de varias etapas 

### Criostatos de ciclo cerrado
Los criostatos de ciclo cerrado consisten en una cámara a través de la cual se bombea vapor de helio frío. Un refrigerador mecánico externo extrae el vapor de escape de helio más caliente, que se enfría y recicla. Los criostatos de ciclo cerrado consumen una cantidad relativamente grande de energía eléctrica, pero no necesitan rellenarse con helio y pueden funcionar de forma continua durante un período indefinido. Los objetos se pueden enfriar sujetándolos a una placa fría metálica dentro de una cámara de vacío que está en contacto térmico con la cámara de vapor de helio.

### Criostatos de flujo continuo
Los criostatos de flujo continuo se enfrían mediante criógenos líquidos (generalmente helio o nitrógeno líquido) de un depósito de almacenamiento. A medida que el criógeno hierve dentro del criostato, se repone continuamente mediante un flujo constante del reservorio. El control de temperatura de la muestra dentro del criostato se realiza típicamente controlando el caudal de criógeno en el criostato junto con un cable calefactor conectado a un circuito de control de temperatura PID. El período de tiempo durante el cual se puede mantener el enfriamiento depende del volumen de criógeno disponible.
Debido a la escasez de helio líquido, algunos laboratorios tienen instalaciones para capturar y recuperar el helio que se escapa del criostato, aunque estas instalaciones también son costosas de operar.

### Criostatos de baño
Los criostatos de baño son similares en construcción a los matraces de vacío llenos de helio líquido. Se coloca una placa fría en contacto térmico con el baño de helio líquido. El helio líquido se puede reponer a medida que se evapora, a intervalos de unas pocas horas a varios meses, según el volumen y la construcción del criostato. La tasa de ebullición se minimiza protegiendo el baño con vapor de helio frío o con una pantalla de vacío con paredes construidas con un material superaislante térmico. El vapor de helio que se evapora del baño enfría de manera muy eficaz los escudos térmicos alrededor del exterior del baño. En los diseños más antiguos, puede haber un baño de nitrógeno líquido adicional o varias capas concéntricas de blindaje, con temperaturas que aumentan gradualmente. Sin embargo, la invención de materiales súper aislantes ha hecho obsoleta esta tecnología.

### Criostatos de multietapa
Para lograr una temperatura más baja que la del helio líquido, se pueden agregar etapas más frías al criostato. Se pueden alcanzar temperaturas de hasta 1 K conectando la placa fría a una olla de 1 K, que es un recipiente de isótopo He-3 que está conectado a una bomba de vacío. Se pueden alcanzar temperaturas de hasta 1 mK empleando un refrigerador de dilución o un refrigerador de dilución en seco adicional a la etapa principal y la olla de 1K. Temperaturas inferiores a las que se pueden alcanzar mediante refrigeración magnética.

## Aplicaciones

### Imágenes por resonancia magnética y tipos de imanes de investigación
Los criostatos utilizados en las máquinas de resonancia magnética están diseñados para mantener un criógeno, típicamente helio, en un estado líquido con una evaporación mínima (evaporación). El baño de helio líquido está diseñado para mantener la bobina de alambre superconductor del imán superconductor en su estado superconductor. En este estado, el cable no tiene resistencia eléctrica y se mantienen corrientes muy grandes con una entrada de energía baja. Para mantener la superconductividad, la bobina debe mantenerse por debajo de su temperatura de transición sumergiéndola en el helio líquido. Si, por alguna razón, el alambre se vuelve resistivo, es decir, pierde superconductividad (una condición conocida como "Extinción magnética") el helio líquido se evapora, elevando instantáneamente la presión dentro del recipiente. Se coloca un disco de ruptura, generalmente de carbono, dentro de la chimenea o tubo de ventilación para que durante una excursión de presión, el helio gaseoso se pueda ventilar de manera segura fuera de la sala de resonancia magnética. Los criostatos de resonancia magnética modernos utilizan un refrigerador mecánico (enfriador criogénico) para volver a condensar el gas helio y devolverlo al baño, para mantener las condiciones criogénicas y conservar el helio.
Normalmente, los criostatos se fabrican con dos recipientes, uno dentro del otro. El recipiente exterior se evacua con el vacío actuando como aislante térmico. El recipiente interior contiene el criógeno y está soportado dentro del recipiente exterior por estructuras hechas de materiales de baja conductividad. Un escudo intermedio entre los vasos exterior e interior intercepta el calor irradiado desde el vaso exterior. Este calor se elimina mediante un refrigerador criogénico. Los criostatos de helio más antiguos usaban un recipiente de nitrógeno líquido como escudo de radiación y tenían el helio líquido en un tercer recipiente interno. En la actualidad, se fabrican pocas unidades que utilicen varios criógenos, y la tendencia es hacia criostatos "libres de criógenos" en los que todas las cargas de calor se eliminan mediante crioenfriadores.

### Tipo de micrótomo biológico

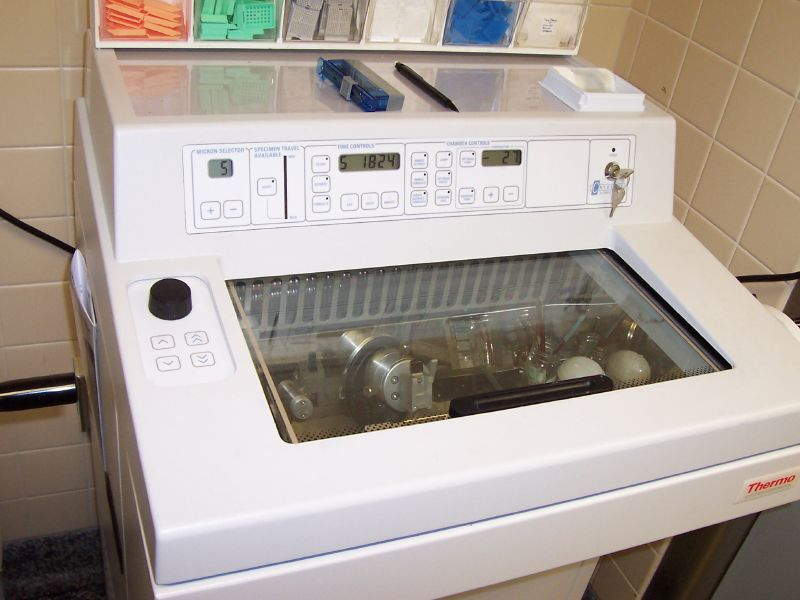
Microtomo criostato

Los criostatos se utilizan en medicina para cortar portaobjetos histológicos. Por lo general, se utilizan en un proceso llamado histología de sección congelada. El criostato es esencialmente un "cortador de carne" ultrafino, llamado micrótomo, que se coloca en un congelador. El criostato suele ser un congelador vertical estacionario, con una rueda externa para hacer girar el micrótomo. La temperatura se puede variar, dependiendo del tejido que se corte, generalmente de menos 20 a menos 30 grados Celsius. El congelador funciona con electricidad o con un refrigerante como el nitrógeno líquido. Hay disponibles pequeños criostatos portátiles que pueden funcionar con generadores o inversores de vehículos. Para minimizar el calentamiento innecesario, todos los movimientos mecánicos necesarios del micrótomo se pueden lograr a mano mediante una rueda montada fuera de la cámara. Los micrótomos más nuevos ofrecen el corte del tejido mediante un botón eléctrico. La precisión del corte está en micrómetros. El tejido se secciona con un grosor de hasta 1 micrómetro. Los portaobjetos de histología habituales se montan con un grosor de aproximadamente 7 micrómetros. Las muestras que son blandas a temperatura ambiente se montan en un medio de corte (a menudo hecho de clara de huevo) en un "mandril" de metal y se congelan a la temperatura de corte (por ejemplo, a -20 grados C). Una vez congelada, la muestra del mandril se monta en el micrótomo. Se gira la manivela y la muestra avanza hacia la cuchilla de corte. Una vez que la muestra se corta a una calidad satisfactoria, se monta en un portaobjetos de vidrio transparente tibio (temperatura ambiente), donde se derretirá y adherirá instantáneamente. El portaobjetos de vidrio y la muestra se secan con un secador o al aire y se tiñen. Todo el proceso desde el montaje hasta la lectura del portaobjetos toma de 10 a 20 minutos, lo que permite un diagnóstico rápido en el quirófano, para la escisión quirúrgica del cáncer.

### Computación cuántica
Diversas tecnologías que desarrollan aplicaciones de la información y comunicación cuántica requieren de criostatos para enfriar los dispositivos que almacenan los cúbits. Los sistemas que se basan en puntos cuánticos, para confinar electrones y utilizar su espín como estado cuántico, requieren disminuir la temperatura de modo que la energía de carga sea mayor que la energía térmica del sistema. Los sistemas de computación cuántica basados en centro nitrógeno-vacante requieren un criostato para aumentar el tiempo de coherencia del cúbit. También otros sistemas cuánticos basados en superconductividad precisan de un sistema que mantenga temperaturas muy bajas. La necesidad de un criostato debido a la decoherencia es una de las principales limitaciones y desafíos en el desarrollo de dispositivos de procesamiento de información cuántica, sin embargo no todos los sistemas que se encuentran en desarrollo precisan de uno, dado que algunos sistemas cuánticos basados en fotones mediante el uso de láseres no requieren de temperaturas tan bajas.